# Milan Jovanić
Milan Jovanić (cyryl. Милан Јованић; wym. [milan jɔʋanitɕ]; ur. 31 lipca 1985 w Nowym Sadzie) – serbski piłkarz występujący na pozycji bramkarza.

## Kariera klubowa
Pierwszym klubem Jovanicia była FK Vojvodina. Stamtąd trafił do zespołu FK Veternik, gdzie rozpoczął grę w drużynie seniorskiej. W 2005 roku przeszedł do australijskiego Perth Glory. Był tam rezerwowym bramkarzem i zagrał tylko w jednym meczu ligowym. Po sezonie 2005/2006 powrócił do rodzinnego miasta, by grać w FK Novi Sad. Po trzech latach gry w tym klubie, został zawodnikiem występującego w Superlidze Spartaka Subotica. 11 czerwca 2010 roku na oficjalnej stronie Spartaka pojawiła się informacja, że Jovanić odbył testy medyczne w Wiśle Kraków. Dwa dni później krakowski klub poinformował, iż podpisał pięcioletnią umowę z Serbem. 30 czerwca 2013 roku Jovanović powrócił do Spartaka, z którym parafował dwuletni kontrakt.

## Kariera reprezentacyjna
W 2003 i 2004 roku Jovanić był powoływany do reprezentacji Serbii i Czarnogóry U-19. W dorosłej reprezentacji Serbii zadebiutował 7 kwietnia 2010 roku podczas wygranego 3:0 spotkania towarzyskiego z Japonią.

## Osiągnięcia

### FK Novi Sad
- Srpska Liga Vojvodina: 2006/07

### Wisła Kraków
- Ekstraklasa: 2010/11